# Nicolo, Nicolo, Nicolino
Nicolo, Nicolo, Nicolino – piosenka napisana w 1954 roku przez niemieckiego kompozytora Gerharda Winklera, autorem słów jest Kurt Feltz.
Utwór mieści się w nurcie piosenki włoskiej. Pierwszym wykonawcą piosenki był holenderski artysta, piosenkarz i konferansjer Lou van Burg umieszczając ją na płycie wydanej w 1954 na singlu Polydor 22. Kolejnych nagrań dokonał austriacki artysta Peter Alexander na swoich dwóch singlach Peter Alexander z roku 1958 oraz 36 090 Bertelsmann z roku 1959.
W Polsce utwór trzykrotnie nagrał Jan Danek. Po raz pierwszy utwór został nagrany wraz z zespołem Waldemara Kazaneckiego w roku 1954. W chórku towarzyszyli mu wówczas Natasza Zylska oraz Janusz Gniatkowski. Drugie ze znanych nagrań zostało dokonane w roku 1957 wraz z Zespołem Jazzowym Jerzego Hermana i wydane na płycie N 0022. Wyróżniające dla tej wersji są (oprócz wokalu) jazzowe partie solowe wykonane na akordeonie (prawdopodobnie Edwarda Grochowskiego) i na trąbce. Trzecia wersja zarejestrowana została podczas telewizyjnej audycji na żywo w grudniu 1958 z towarzyszeniem Zespołu Jazzowego Juliusza Skowrońskiego.
Utwór co najmniej trzykrotnie był przypomniany w latach 2005–2006 na płytach okolicznościowych np. 100 Gassenhauer 3 – Historische Tonaufnahmen 222927-354, Deutsche Schlager 223496-321, Beschwingte Melodien Flexmedia mcps TS2047. Później na płycie Peter Alexander: 50’S Gold (sierpień 2011). W Polsce przypomniany przez Wrocławski Teatr Piosenki w spektaklu „Są takie chwile”.

## Treść utworu
W niemieckim oryginale tekstu Nicolo, Nicolino jest gospodarzem tawerny z Padwy, z którym narrator pije wino na wakacjach we Włoszech (tłumaczenie automatyczne).
Polski tekst utrzymany jest w duchu oryginału: 

„Nicolo, Nicolo, Nicolino-
Tak w dzielnicy mej wszyscy wołają mnie.
Każdy chętnie zaprasza na wino, Każdy do mnie serdecznie uśmiecha się”.